# Clusia riedeliana
Clusia riedeliana är en tvåhjärtbladig växtart som beskrevs av Adolf Engler. Clusia riedeliana ingår i släktet Clusia och familjen Clusiaceae. Inga underarter finns listade i Catalogue of Life.